# Plaza de la República (Florencia)
La plaza de la República (en italiano: Piazza della Repubblica; antiguamente Piazza Vittorio Emanuele II) es una plaza porticada, situada en el Centro Histórico de Florencia, de forma rectangular, de unos 75 x 100 metros.
Es el resultado más conocido de la época del Risanamento ("Saneamiento"), cuando el urbanismo de la ciudad fue redefinido como consecuencia de Firenze Capitale, el cambio de la capital del Reino de Italia de Turín a Florencia en 1865.

## Historia

### Antigüedad y Edad Media
En época romana, el actual espacio de la plaza se encontraba ocupado por el foro, un gran espacio abierto rodeado de pórticos y con un monumental Templo Capitolino en uno de los extremos.
Durante la Edad Media, la zona se convirtió en el mercado de la ciudad, caracterizado por estrechas plazuelas y tortuosas callejuelas repletas de puestos ambulantes. A partir del siglo XVI, la zona se conoció como Mercato Vecchio, pera diferenciarla del Mercano Nuovo o del Porcellino construido en otra zona de la ciudad. En el centro del área había la, vagamente rectangular, Piazza del Mercato Vecchio y un pórtico renacentista conocido como la Loggia del Pesce.
En 1571, por orden del gran duque Cosimo I, se constituyó al norte de la piazza el Gueto Judío, una pequeña área rodeada de una muralla con puertas de hierro que se cerraban a media noche. El gueto no desapareció hasta 1848, cuando el gran duque Pietro Leopoldo abolió las restricciones que pesaban sobre los ciudadanos judíos.

### Transformación en elsigloXIX
Con el traslado de la capital italiana a Florencia en 1865 y el proyecto de risanamento de Poggi, uno de los problemas a solucionar en casco viejo de la ciudad fue la insalubridad de la zona del Mercato Vecchio. En primer lugar, se decidió construir un nuevo mercado central, obra de Giuseppe Mengoni (autor de las Galerías de Milán) e inaugurado en 1874.
Por otro lado, en 1870, se procedió a la demolición de los puestos y casuchas de la Piazza del Mercato, dejando un amplio espacio vacío. Ese mismo año, la capital se trasladó a Roma, dejando el proyecto paralizado.
Solo en 1881, después de quejas populares, se decidió reemprender el proyecto. Dos años después se seleccionó la propuesta de Edoardo Rimediotti, que preveía una gran plaza porticada rectangular con un arco de triunfo en uno de sus extremos. En 1890, se inauguró una estatua ecuestre dedicada a Vittorio Emanuele II en el centro de la plaza, convirtiendo en lugar en una versión italiana de una place royale, el espacio recibió entonces el nombre de Piazza Vittorio Emanuele II. Los edificios no se ultimaron hasta 1895. El resultado fue uno de los espacios más monumentales de la Florencia decimonónica, un salón al aire libre. El viejo corazón popular de la ciudad se había transformado en un sofisticado barrio burgués. Dicha transformación gozó tanto de admiradores como de detractores, algunos lo consideraron un magnificio ejemplo de risanamento (saneamiento), otros de sventramento (destripamiento).
La plaza pronto se convirtió en sede de elegantes establecimientos como el Hotel Savoi, la galería comercial Trianon o los cafés con terraza Paszkowski, Gilli y Giubbe Rosse, este último emblemático lugar de encuentro para los escritores y artistas, particularmente los del Futurismo. En resumen, la piazza era un lugar para ver y ser visto.

### sigloXXy actualidad
Algunos remarcables cambios se produjeron en el periodo de Entreguerras. En pleno periodo fascista, la estatua del rey fue desmontada y "exiliada" a la entrada del Parco delle Cascine, oficialmente con objeto de mejorar la circulación de la plaza, pero también con la intención de despejar el espacio para la celebración de los grandes actos en exaltación del régimen. No en vano, en 1938, la piazza fue recubierta de banderas nazis y fascistas para celebrar la visita de Adolf Hilter a Florencia.

En 1947, un año después de la proclamación de la República, la plaza recibió su nombre actual: Piazza de la Repubblica, si bien, entre los florentinos aún se la conoce popularmente como Piazza Vittorio. Nueve años después, la antigua Colonna dell'Abbondanza, que se había erigido en la vieja Piazza del Mercato, fue de nuevo instalada en la plaza.

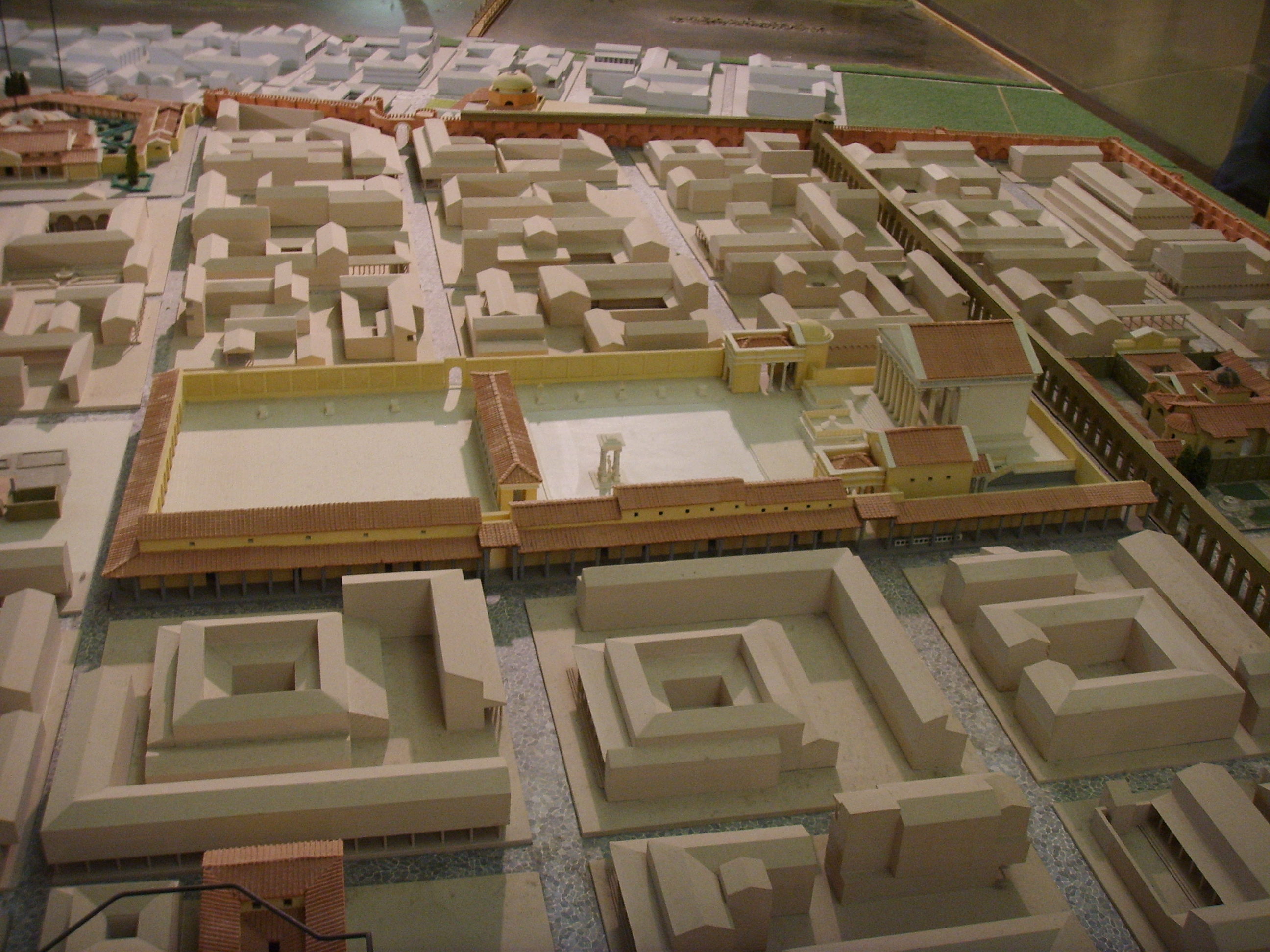
Antiguo foro romano con el templo de Júpiter Capitolino.
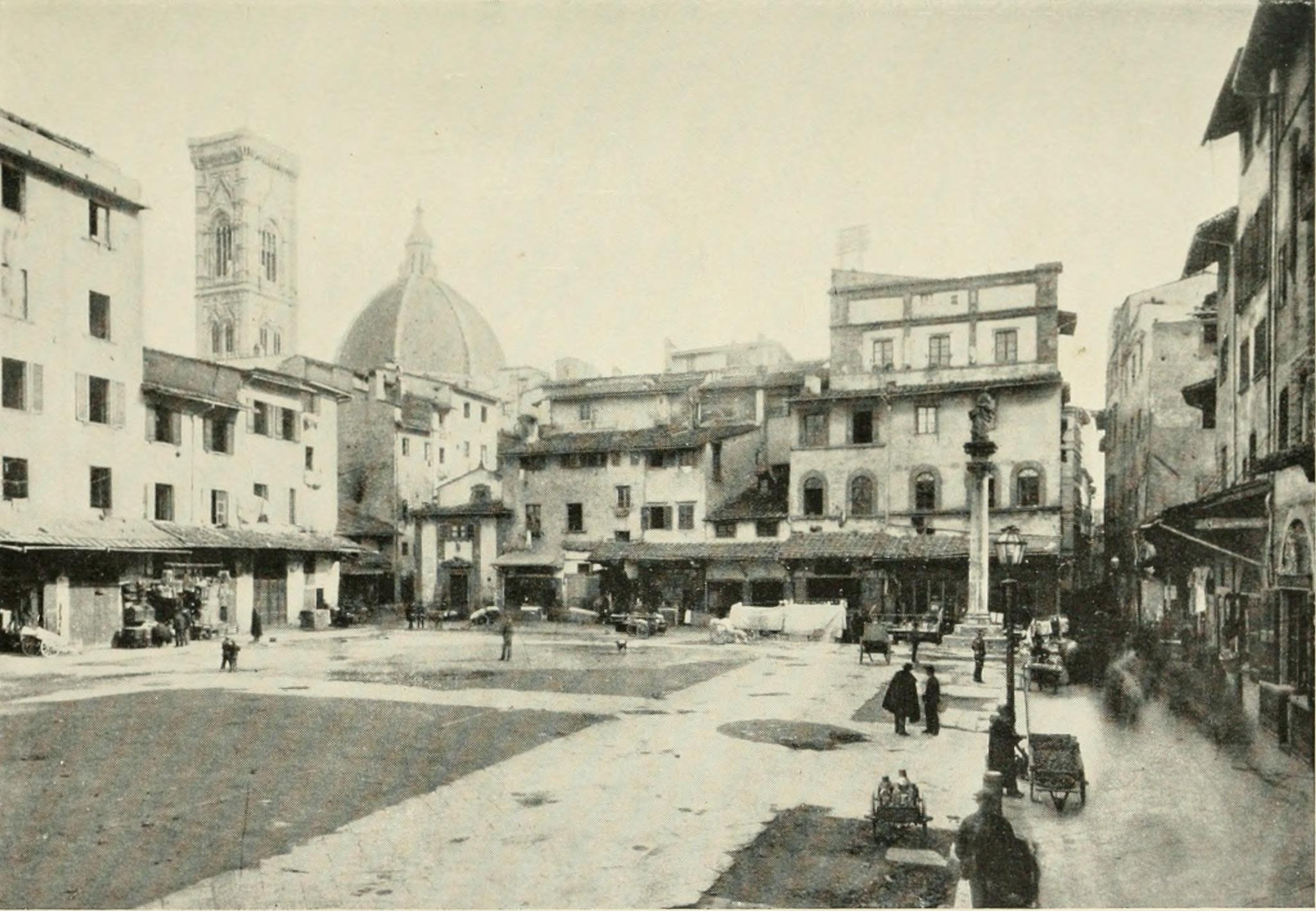
La Piazza del Mercato después de la demolición de los puestos, circa 1869-1890.
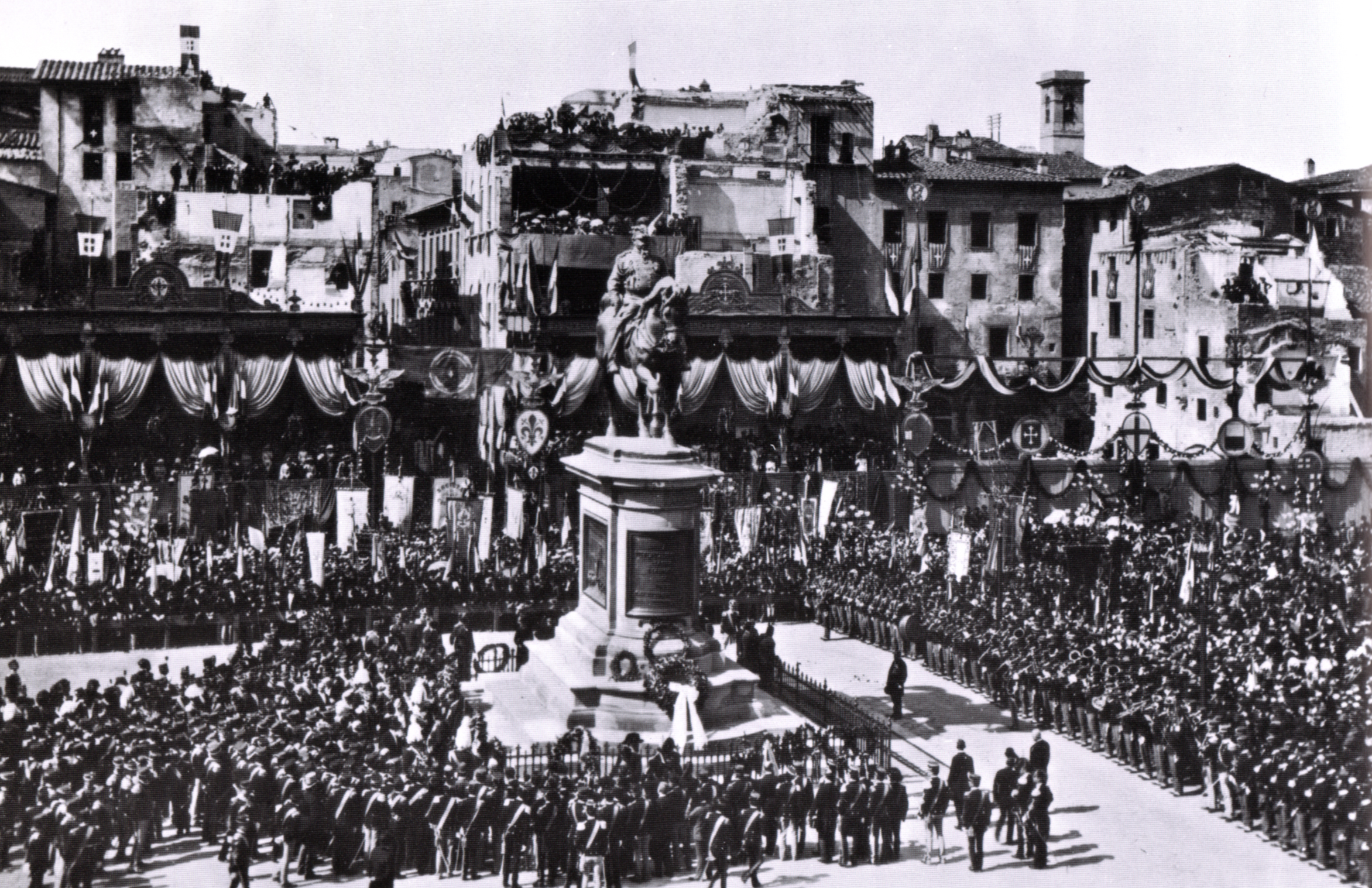
Inauguración de la estatua en 1890 con la plaza aún sin construir.
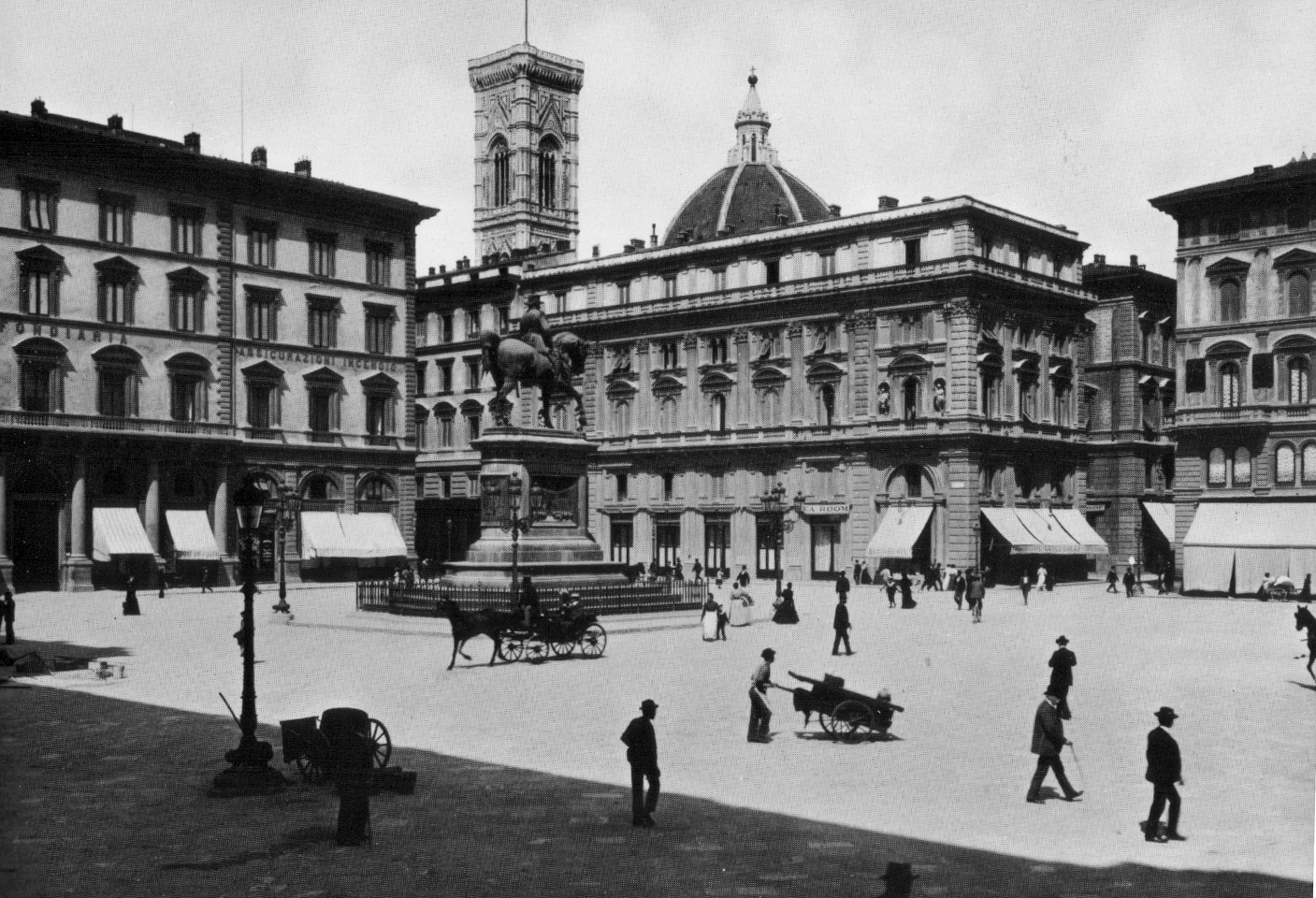
La Piazza Vittorio Emanuele II en 1895-1900.
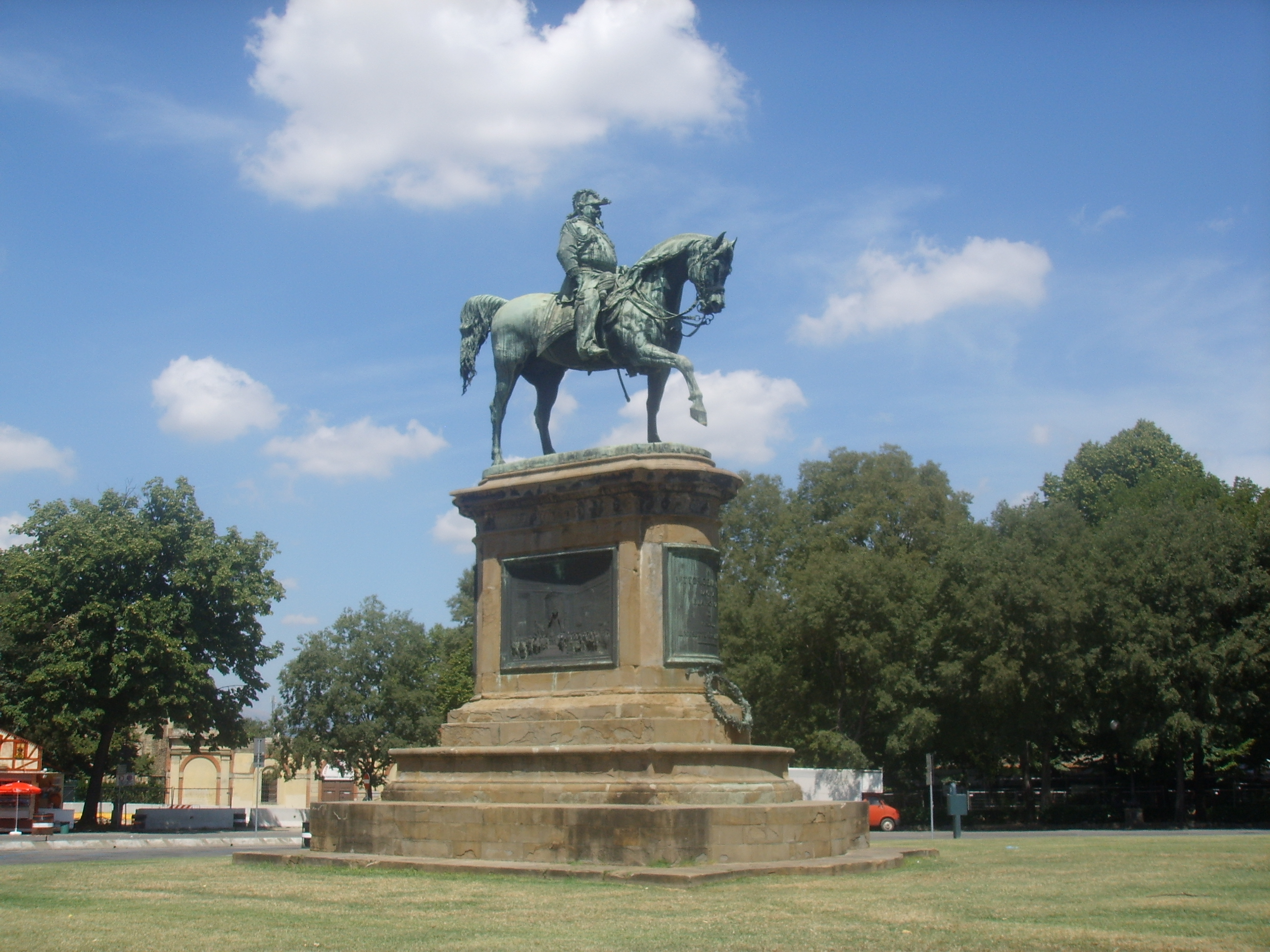
La estatua del soberano.
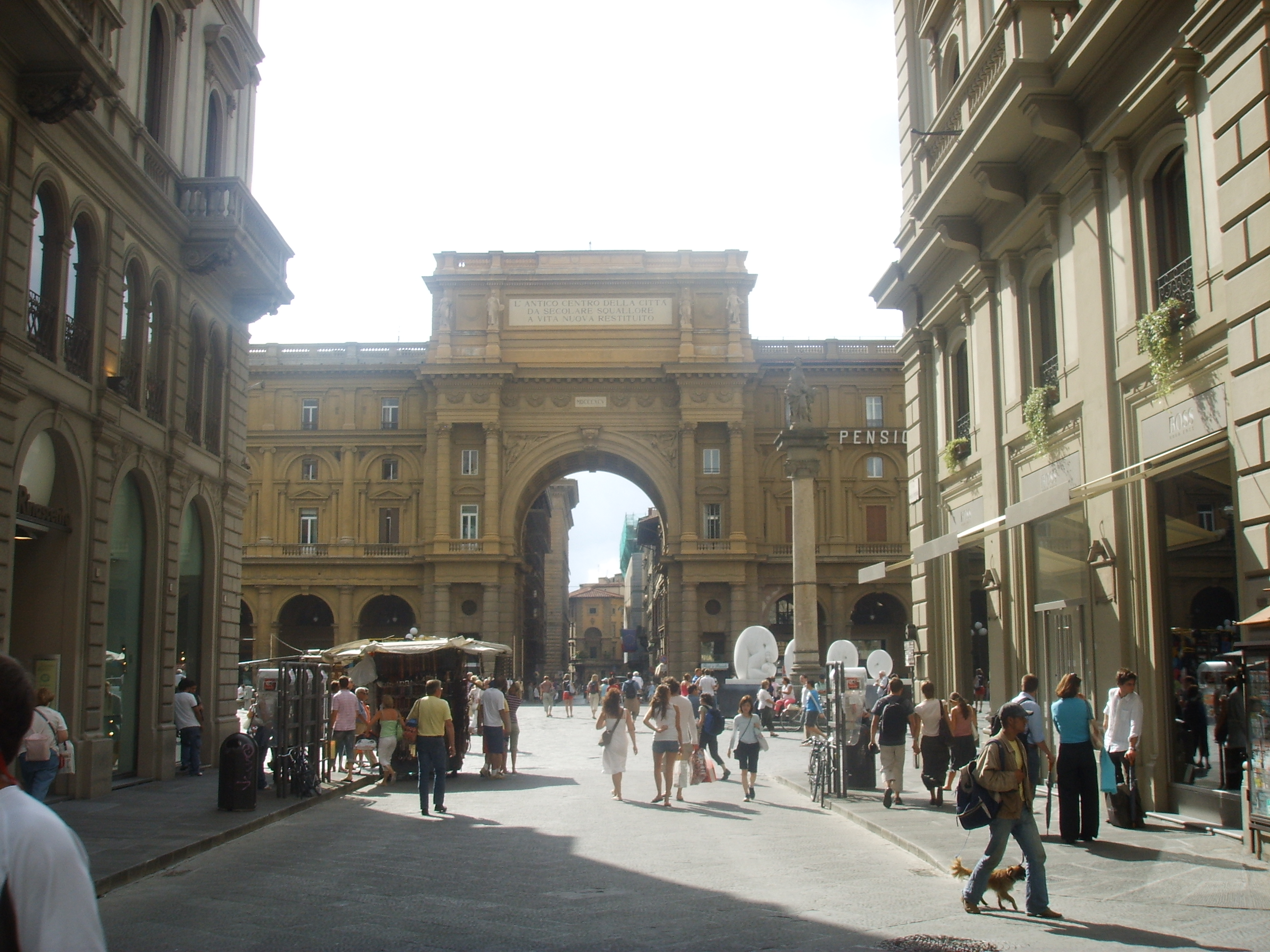
Entrada a la plaza, con la Colonna a mano derecha.